# Soar
Soar är en biflod till floden Trent i engelska Östra Midlands.
Den börjar nära Hinckley i Leicestershire och flyter genom  Leicester (där den förenas med Grand Union Canal vid Aylestone), Barrow-on-Soar, Loughborough och Kegworth, innan den förenas med Trent nära Ratcliffe-on-Soar i Nottinghamshire, och därifrån in i Humber och Nordsjön. Dess största tillflöde, den en gång farbara floden Wreake, förenar sig med den nära Syston.
Soar har gjorts framkomlig för båtar, och flera genvägar har lagts till. 
Enligt legenden kastades Rikard III:s lik i floden Soar. Bron där A47 går över floden i Leicester är känd som King Richard's Bridge (Kung Rikards bro).